# Mallapur(P.J), Mudhol
Mallapur(P.J) là một làng thuộc tehsil Mudhol, huyện Bagalkot, bang Karnataka, Ấn Độ.